# Johan David Silfverstolpe
Johan David Silfverstolpe, född 19 maj 1766 i Stockholm, död 22 maj 1833 i Stockholm, var en svensk militär.

## Biografi
Silfverstolpe föddes i Klara församling i Stockholm den 19 maj 1766 som son till ryttmästaren vid Jämtlands kavallerikompani David Samuel Silfverstolpe och dennes hustru Margareta Charlotta Ihre. Han skrevs in vid Uppsala universitet redan den 5 december 1772, men då hade han redan stått som volontär vid raderna regemente sedan den 14 november 1767, och han blev korpral där den 10 september 1770. Han antogs som korpral vid Livregementet till häst den 24 maj 1776 samt blev kvartermästare den 28 februari 1778. Han utnämndes till kornett den 23 augusti 1779, och befordrades till löjtnant den 20 december 1784. Han deltog med regementet i Gustav III:s ryska krig 1788-1790, och han erhöll för visad tapperhet Svensksundsmedaljen. 1791 placerades han vid Livregementets kyrrassiärkår och blev där befordrad till ryttmästare den 7 maj 1793. Sedan dröjde det till den 9 december 1802 innan han utnämndes till sekundmajor och direkt till premiärmajor.
Efter statskuppen 1809 befordrades han på Karl XIII:s kröningsdag, den 29 juni 1809, till överstelöjtnant i armén, troligen för visat stöd under kuppen. Han blev även överstelöjtnant vid regementet den 26 januari 1813 och slutligen överste i armén den 17 december 1813. Han erhöll avsked från regementet den 23 november 1820 och utnämndes då till överste vid Generalstaben. Vid denna befattning kvarstod han tills han erhöll avsked den 23 januari 1830.
Silfverstolpe avled 1833 i Stockholm.

## Familj
Silfverstolpe gifte sig i Stockholm den 15 april 1792 med Eva Christina Lewin (1768–1829). Hon var dotter till brukspatronen Adolf Ludvig Lewin och dennes hustrun Maria Becker. Paret fick fyra barn.

## Utmärkelser[1]
- Svensksundsmedaljen - 14 mars 1791, i Stockholm
- Riddare av Svärdsorden - 23 november 1801
- Ledamot av Kungliga Krigsvetenskapsakademien - 1801